# Branko Cvetković
Branko Cvetković (in serbo Бранко Цветковић?; Gračanica, 5 marzo 1984) è un ex cestista serbo.
Alto 200 cm, giocava come ala.

## Carriera
Nel 2007 è stato convocato per giocare gli Europei in Spagna con la maglia della Nazionale serba.
Dopo il fallimento di Girona, nell'estate 2008 è passato al Panionios.

## Palmarès
- Coppa di Serbia: 1

FMP Železnik: 2007
- Lega Adriatica: 1

FMP Železnik: 2005-06
- Coppa Intercontinentale: 1

Guaros de Lara: 2016